# 헝가리 인민공화국
헝가리 인민공화국(헝가리어: Magyar Népköztársaság 머저르 네프쾨스타르셔샤그[*])은 1949년부터 1989년까지 존재한 헝가리의 일당제 사회주의 국가이다. 처음에는 독립 국가였으나, 1956년 헝가리 혁명이 발생한 이후 소련의 감독하에 새로운 혁명정부가 들어섰고, 기존 집권당인 헝가리 노동인민당이 해산되고 헝가리 사회노동당이 새롭게 집권하였다. 
그러나 1961년부터 소련의 내정 간섭이 심화되자 카다르 야노시는 사회·문화 전반에 자유주의를 도입하였다. 1960년대에 말에는 경제가 성장하며 번영을 누리기도 했다.
그러나 1970년대 석유파동과 1988년 카다르 서기장의 건강이 악화되고, 설상가상 소련의 지원 중단에 따른 경제난으로 인해 대규모 소요 사태가 발생하면서 헝가리 인민공화국은 1989년에 역사속으로 사라졌다.

## 역사
1945년에 나치 독일이 패망하고 소련이 헝가리를 점령한 이후 소련은 이 나라의 중요한 자산을 점유하고, 내정을 간섭할 수 있게 하는 가혹한 조치를 취하였다.:51 소련 점령기에 50,000명의 여성이 강간당한 것으로 추산된다.:70~71 붉은 군대가 계급의 적을 박해하기 위해 경찰 조직을 세우자 소련은 빈곤에 처한 헝가리 인민들이 다음 선거(1945년 11월)에서 공산주의자들을 지지하리라고 예상하였다.:85 그러나 공산주의자들은 겨우 17%의 지지를 얻고 참패하여 소지주당(小地主黨)의 틸디 졸탄 (Tildy Zoltan) 총리를 정점으로 하여 4개 정당 연립 정권이 구성되었다.(1946년 2월) 그러나 소련이 이에 간섭하여 틸디를 배제하고 중요한 부서에 공산주의자들을 넣은 정부를 세우고, 선거에서 이긴 독립 소농ㆍ농민ㆍ시민의 정당을 금지하는 등 억압적인 조치를 취하였다.:85 공산당은 "살라미 전술"로 반대 세력에게서 작은 양보를 계속 얻어내었다. 헝가리에서 전후 처음으로 다수를 얻어 민주주의 체제를 세울 준비가 된 세력과 싸운 공산주의 지도자 라코시 마티아시는 살라미 소시지를 자르듯 적을 분열시킨다는 '살라미 전술'이란 말을 만들어내었다. 1945년 소련의 클리멘트 보로실로프 원수는 자유 선거로 선출된 헝가리 정부에게 내무부 장관직을 헝가리 공산당의 지명자에게 양보하도록 강요하였다. 공산주의자인 내무 장관 러이크 라슬로(Rajk László)는 비밀 경찰 국가 보호국(ÁVH)를 설치하여 협박, 참소, 심문, 고문으로 정적들을 억압하였다.
1947년 초 소련은 라코시가 "계급 투쟁을 더욱 강조하는 노선"에 서도록 압력을 넣었다.:110 1947년 8월의 총선거에서 공산당은 제1당으로 진출하고 이의 지도를 받는 민족독립전선은 60.8%를 차지하였다. 1948년 6월에는 공산당이 사회당과 합병해서 근로자당(勤勞者黨)으로 개칭하고, 1949년 5월의 총선거에서는 99.8%를 얻었으며, 그 해 8월 20일에는 신헌법을 공포하여 헝가리 인민 공화국이 발족하였다. 라코시의 권력이 절정에 이르렀던 때에 그는 개인 숭배를 강화하였다.:375~377 "대머리 살인자"란 별명이 있는 라코시는 스탈린식의 정치ㆍ경제 계획을 모방하여, 헝가리는 유럽에서도 매우 잔혹한 독재 정치를 겪게 되었다. 그는 "스탈린의 헝가리인 최고 문하생":375~377과 "스탈린의 가장 뛰어난 학생":93~94을 자처하였다. 1940년대와 1950년대에 다른 곳보다 헝가리의 저항 운동이 심해서 다른 위성 국가들보다 헝가리는 가장 잔혹한 억압 정책을 폈다. 1948년에서 1956년까지 대략 350,000 명의 헝가리 공직자와 지식인들이 숙청되었다. 수천 명이 체포되고 고문당하고 재판을 받아 강제 수용소에 투옥되거나 동쪽으로 강제 이주되고 또는 처형당하는데, 그 중에는 국가 보호국을 창설한 러이크 라슬로도 있었다.:317
헝가리에서는 처음으로 소비에트 블록 공산주의에 대한 최초의 대규모 반대 운동으로, 헝가리 사람들이 자유, 민주주의, 정치 탄압 종식을 요구한 헝가리 혁명(1956년 10월 23일)이 일어났다. 혁명에 의해 10월 24일 수상으로 임명된 임레 너지는 소련의 간섭에서 벗어나고자 바르샤바 조약 기구 탈퇴를 선언했다. 그러자, 소련의 붉은 군대가 헝가리를 침공하여 반공 시위를 무력으로 진압하여 강제로 혁명을 무너뜨리고 독자 노선 추구를 이끈 너지 임레를 사형시키는 등, 혁명 지도자들을 죽이면서 혁명은 실패하였다. 1956년 10월의 '헝가리 의거'가 있은 뒤에 라코시(1952∼1953년 수상)는 당의 명칭을 사회주의노동자당으로 개칭하고 당의 숙청을 단행했다. 또한 작가연맹(作家聯盟)을 해산시켰으며, 노동자평의회(勞動者評議會)를 금지시켰으며, 1959년부터 61년에 걸쳐서 농업집단화를 완성하였다.
하지만 이후 헝가리는 중앙유럽의 민주화를 주도한다. 카다르 제1서기는 소련의 제22차 당대회 후에 새로운 노선을 채용하고, 1962년 8월에는 라코시·케레 등 스탈린주의자를 일소하였으며, 이듬해 3월에는 의거로 체포되어 있던 정치범들을 모두 석방시켰다. 헝가리는 1960년대부터 시장경제의 기초를 도입하고 인권 상황을 개선하는 정책을 시행했는데 헝가리 특유의 공산주의 정책을 "굴라시 공산주의"라고 부르기도 한다.
1980년대 후반이 되자, 소련의 페레스트로이카와 함께, 헝가리 사회노동당 체제의 한계가 드러났다. 1980년대 후반의 헝가리 민주화 운동의 결과, 1989년 5월, 헝가리는 서방 국가인 오스트리아와의 국경에 설치되어 있던 철조망 "철의 장막"을 철거하고 국경을 개방하였다. 1989년 8월에는 헝가리 사회노동당이 붕괴하고, 1989년 10월 23일에는 신헌법(헝가리 공화국 헌법)의 시행으로, 다당제와 대통령제를 기반으로 한 민주주의와 시장경제를 도입하고 국호를 헝가리 공화국으로 변경했다. 이로써 헝가리 인민 공화국은 명실 공히 붕괴하였다. 헝가리는 1980년대 말 바르샤바 조약 폐지도 주도하였다.